# Interkas Kijów
Interkas Kijów (ukr. Футзальний Клуб «Інтеркас» Київ, Futzalnyj Kłub "Interkas" Kijów) – ukraiński klub futsalu z siedzibą we Kijowie, do 2007 występujący w futsalowej Wyższej Lidze Ukrainy.

## Historia
Chronologia nazw:
- 1993–2000: Interkas Kijów (ukr. «Інтеркас» Київ)
- 2000–2004: InterKrAZ KijówKijów (ukr. «ІнтерКрАЗ» Київ)
- 2004–2007: Interkas Kijów (ukr. «Інтеркас» Київ)

Klub futsalu Interkas Kijów został założony 14 września 1993 z inicjatywy przedsiębiorcy Serhija Wesełowa.
W 1993 debiutował w Pierwszej Lidze. W sezonie 1995/96 zajął 1. miejsce w Pierwszej Lidze i awansował do Wyższej Ligi.
W latach 2000-2004 występował pod nazwą InterKrAZ Kijów.
Do 2007 występował w najwyższej klasie rozgrywek ukraińskiego futsalu. 28 sierpnia 2007 został rozwiązany.

## Sukcesy
Sukcesy krajowe
- Mistrzostwo Ukrainy:
  - 1. miejsce (3x): 1998/99, 1999/00, 2002/03
  - 2. miejsce (6x): 1996/97, 1997/98, 2000/01, 2001/02, 2004/05, 2006/07
  - 3. miejsce (1x): 2005/06
- Puchar Ukrainy:
  - zdobywca (3x): 1999/00, 2000/01, 2004/05
  - finalista (2x): 1997/98, 2001/02
- Superpuchar Ukrainy:
  - finalista (1x): 2005

Sukcesy międzynarodowe
- Puchar UEFA w futsalu:
  - 3. miejsce w grupie A drugiej rundy kwalifikacyjnej (1x): 2003/04
  - 2. miejsce w grupie 8 rundy kwalifikacyjnej (1x): 2001/02